# Two Tickets to Paradise
Two Tickets to Paradise is een nummer van de Amerikaanse zanger Eddie Money. Hij schreef het nummer zelf en Bruce Botnick nam de productie voor zijn rekening. In juni 1978 werd het uitgebracht als tweede single van zijn debuutalbum Eddie Money.

## Achtergrond
Het kostte Money ongeveer zes maanden om dit nummer te schrijven, vertelde hij in een interview. Daarna werd hem verteld dat het niet commercieel genoeg zou zijn voor de radio. Two Tickets to Paradise gaat over zijn toenmalige relatie met een medestudente. Hij vertelde in een interview: "Ik schreef Two Tickets To Paradise over het maken van een busrit naar de Californische sequoia's. [...] Ik wilde haar meenemen op een busrit naar de sequoia's. Two Tickets To Paradise kan overal zijn: het kan Hawaï zijn, het kan overal zijn. Het is een gemoedstoestand."
Het nummer is opgenomen in de soundtrack van de videogame Grand Theft Auto: San Andreas, waar het te beluisteren is op de virtuele radiozender K-DST.

## Hitnoteringen en prijzen
Two Tickets to Paradise bereikte in de Billboard Hot 100 de tweeëntwintigste plaats. Het stond uiteindelijk acht weken genoteerd in deze hitlijst. Dit was niet de hoogste notering, want in Canada werd de veertiende plek bereikt. In Nederland kwam het niet in een hitlijst terecht.